# James Clifford Milton
Pour les articles homonymes, voir Milton.
Pas d'image ? Cliquez ici

a Compétitions nationales et continentales officielles uniquement.

b Matchs officiels uniquement.
Dernière mise à jour le 7 juillet 2018.
James Clifford (Cliff) Milton, né le 20 novembre 1984 à Nelspruit, est un joueur sud-africain de rugby à XV qui évolue au poste de deuxième ligne au sein de l'effectif du Stade français (2,02 m pour 106 kg). C'est un grand espoir du rugby sud-africain, parfois présenté comme le successeur de Victor Matfield.
En dépit d'un talent indéniable et reconnu par tous ses encadrants, il met fin à sa carrière le 22 juin 2008, à l'issue du match contre Toulouse pour la demi-finale du Top 14.

## Carrière

### En club
Il a disputé la Currie Cup avec les Blue Bulls, mais aucun match de Super 14 avec les Bulls (seulement quelques matches de préparation). Il a signé avec les Central Cheetahs en mars 2007, mais son avenir semblant bouché, il s'engage avec le Stade français en juin.

### En équipe nationale
Il a joué avec l'équipe d'Afrique du Sud des moins de 21 ans (2004 et 2005)

## Palmarès
- Afrique du Sud -21
  - Vainqueur du Championnat du monde des moins de 21 ans en 2005